# Comuna Biloțerkivka, Velîka Bahacika
Biloțerkivka (în ucraineană Білоцерківка) este o comună în raionul Velîka Bahacika, regiunea Poltava, Ucraina, formată din satele Biloțerkivka (reședința), Dziubivșciîna, Herusivka, Konopleanka, Krasnohorivka, Luhove, Morozivșciîna și Sîdorivșciîna.

## Demografie
Componența lingvistică a comunei Biloțerkivka
     Ucraineană (97,38%)
     Rusă (2,38%)
     Alte limbi (0,2%)
Conform recensământului din 2001, majoritatea populației comunei Biloțerkivka era vorbitoare de ucraineană (97,38%), existând în minoritate și vorbitori de rusă (2,38%).